# Margaretha Kirch
Margaretha Kirch (* um 1703 in Berlin; † nach 1744) war eine in Berlin wirkende Astronomin.

## Leben und Wirken
Margaretha war die Tochter von Gottfried Kirch und Maria Margaretha Kirch, sowie die jüngste Schwester von Christfried Kirch und Christine Kirch. Über ihr Leben sind nur wenige Einzelheiten bekannt. Sie war erst sieben Jahre alt, als ihr Vater starb, und heiratete nie.
Wie ihre Schwester Christine wurde sie bereits im Alter von 10 Jahren in Astronomie unterrichtet und beide assistierten zunächst ihrem Bruder Christfried bei seinen Beobachtungen. Später unternahm Margaretha selbst Beobachtungen des Wetters und des Sternenhimmels, die sie in einem Wetterbeobachtungs-Tagebuch festhielt.
Bereits am 3. Januar 1744 entdeckte sie lange vor dem Meteorologen Augustin Grischow in Berlin den Großen Kometen C/1743 X1 und führte Beobachtungen und Messungen mit einem 2-Fuß- und einem 6-Fuß-Teleskop durch, über deren Ergebnisse sie täglich bis zum 25. Februar Einträge in ihrem Beobachtungsbuch machte.
Nach dem Vorbeigang des Kometen an der Sonne beobachtete und zeichnete Margaretha schon am 5. März eine streifige Aufspaltung des Kometenschweifs, die erst an den folgenden vier Tagen von bekannten Astronomen wie Joseph-Nicolas Delisle und Gottfried Heinsius in Sankt Petersburg, sowie Jean-Philippe de Chéseaux in Lausanne bemerkt wurde. Insbesondere ihre Beobachtung vom 7. März ist auch in einem Kupferstich festgehalten.